# El pan de los años mozos
El pan de los años mozos (en alemán, Das Brot der frühen Jahre) es una novela del autor alemán y premio Nobel Heinrich Böll. La narración apareció por primera vez en 1955 en Colonia y Berlín por Kiepenheuer & Witsch (Colonia). Fue adaptada al cine en el año 1962, con el mismo título.

## Argumento
El mismo Boll resumió la historia con las siguientes palabras: es la historia de un joven que ahora tiene 24 años, tenía 13 o 14 al final de la guerra, llega a la ciudad, se muere de hambre primero, pero luego se involucra en una carrera, y luego, llevado por el amor a una joven, es arrastrado en una dirección diferente.
En retrospectiva, el protagonista Walter Fendrich habla sobre su vida pasada y el día en que tomó un giro decisivo. Fue el día en que conoció a Hedwig Muller, una compatriota de su tierra natal, que se traslada a la ciudad para estudiar. Walter, quien ha experimentado el hambre y la explotación de los años de la posguerra y ahora solo clasifica a las personas según su generosidad, encuentra en Hedwig por primera vez a una mujer a la que puede amar incondicionalmente.
Böll cuenta en esta historia la imagen de una persona que ha pasado por las dificultades de la guerra y la pobreza de los años posteriores, del hombre que reconoce el animal en sus compañeros de sufrimiento, sin condenarlo; él mismo ha sentido este animal en la guerra. El hambre lo convirtió en un lobo, una criatura cuya única necesidad de vivir era superar el vacío contundente del gruñido de su estómago. El pan de los primeros años en Alemania después de la guerra es la unidad de medida en la vida de un joven que se desarrolla en un ambiente hostil y emocionalmente frío. Odiaba todo tipo de actividades hasta que, con la reparación de lavadoras, se convierte en una persona popular. Nada es más importante que tener suficiente pan, mejor aún, más de lo que puede comer. Incluso más tarde, cuando el protagonista tiene cierta prosperidad y accede a alimentos más caros desde hace tiempo, lo deja todo por comer un panecillo en un café.
El único componente socializador en su vida fue en aquella época el sufrimiento de la madre, quien, aunque padecía una enfermedad terminal y se moría de hambre, quiere darle a su hijo el último trozo de pan. Es ella quien permanece objetiva en toda la locura de la vida cotidiana de los primeros años.
En cualquier caso, Walter recuerda a su madre, lo que parece ser el fundamento, el componente social que permite la resurrección del amor en él. La joven, hija de un antiguo maestro, le pide que le alquile una habitación.
No hay mucho en esta historia, pero da una impresión del estado de ánimo en la Alemania de posguerra. Más bien, la apariencia de la joven brinda la oportunidad de reconocer todas las cosas por las que se ha sentido solo durante años, lo que le ha hecho sentirse solo a pesar de la seguridad financiera. Al conocerla, quiere cambiar, y es en ese momento en el que termina la historia.

## Cotizaciones
A lo largo del libro, aparece el pan como unidad de medida, y Walter además valora a las personas dependiendo de su generosidad en aquellos tiempos del hambre.

«Tuve que enterarme del precio de todas las cosas —porque nunca podía pagarlo—, cuando era un aprendiz de dieciséis años que iba solo a la ciudad. El hambre me enseñaba los precios. La idea del pan fresco se me metía estúpidamente en la cabeza, y a veces, por la noche, rondaba por la ciudad durante horas y solo pensaba una cosa: pan. Tenía los ojos ardientes, las rodillas débiles, y sentía que había en mí algo de lobo. Pan. Deseaba el pan como el morfinómano desea la morfina».
«La unidad es el pan, el pan de aquellos años jóvenes, que viven en mi memoria como si estuvieran envueltos en una espesa niebla. La sopa que nos daban sonaba débilmente en el interior de nuestro estómago; caliente y amarga, nos volvía a la boca cuando, por la noche, nos balanceábamos en el tranvía que nos llevaba a casa. Era el eructo de la impotencia, y el único placer que teníamos era el odio..., odio».

## Adaptación
La historia fue adaptada al cine en 1961 por el director Herbert Vesely, con guion de Böll y Leo Ti; los actores fueron Christian Doermer, Karen Blanguernon y Vera Tschechowa, en los papeles principales. La película, que recibió el título de particularmente valiosa, obtuvo en cinco categorías la banda (oro mejor director joven, cámara, película, actriz y plata para un largometraje) en el año 1962, en el concurso alemán del Festival Internacional de Cine Cannes.

## Ediciones en España
- El pa dels anys joves (1987) Edicions 62
- El pan de los años mozos (1973, 1983) Editorial Seix Barral
- El pan de los años mozos (1993) Bibliotex, S.L.